# توماس أرانا
توماس أرانا (بالإنجليزية: Tomas Arana)‏ مواليد 3 أبريل 1955 في كاليفورنيا، الولايات المتحدة، هو ممثل أمريكي بدأ مسيرته الفنية عام 1976.

## الأعمال
- صيد أكتوبر الأحمر
- الحارس الشخصي
- تومبستون
- إل ايه سري للغاية
- مجالد
- بيرل هاربر
- رفيقة السكن
- نهوض فارس الظلام
- روميو وجولييت
- حراس المجرة

## وصلات خارجية
- الموقع الرسمي
- توماس أرانا على موقع IMDb (الإنجليزية)
- توماس أرانا على موقع قاعدة بيانات الأفلام العربية
- توماس أرانا على موقع ألو سيني (الفرنسية)
- توماس أرانا على موقع أول موفي (الإنجليزية)
- توماس أرانا على موقع قاعدة بيانات الأفلام السويدية (السويدية)
- توماس أرانا على موقع قاعدة بيانات الفيلم (الإنجليزية)
- توماس أرانا على موقع كينوبويسك (الروسية)